# Eva Janko
Eva Janko z domu Egger (ur. 24 stycznia 1945 we Floing) – austriacka lekkoatletka specjalizująca się w rzucie oszczepem.
Brązowa medalistka igrzysk olimpijskich w Meksyku (1968). Uzyskała wówczas rezultat 58,04. Rekord życiowy ustanowiła 27 czerwca 1973 w Innsbrucku – rezultat 61,80 jest do dziś rekordem Austrii w rzucie oszczepem (starym modelem).
Jej syn Marc jest piłkarzem i reprezentantem Austrii.